# 勸修寺婧子
勸修寺 婧子（安永9年11月6日（1780年12月1日） － 天保14年3月21日（1843年4月20日）），為光格天皇典侍。女院號東京極院。幼名操、冬子。女房名新典侍、宰相典侍、權中納言典侍、三位局等等。

## 經歷
- 安永9年（1780年），權大納言勸修寺經逸之女的婧子誕生。母池田數計子（攝津守池田仲庸（鹿野藩主）之女）。
- 寬政4年（1792年），入光格天皇後宮，任職典侍。
- 寬政12年(1800)生下寬宮惠仁親王(後來的仁孝天皇)
- 天保13年（1842年），敘任從三位。
- 天保14年（1843年），逝世。
- 弘化2年（1845年），追贈准三后、女院等等。

## 關連項目
- 勸修寺德子—深得仁孝、孝明兩天皇信任的女官，為婧子的妹妹。